# Občina Rače - Fram
Občina Rače - Fram je ena od občin v Republiki Sloveniji. Ima okoli 7.500 prebivalcev.

## Naselja v občini
Brezula, Fram, Ješenca, Kopivnik, Loka pri Framu, Morje, Planica, Podova, Požeg, Rače, Ranče, Spodnja Gorica, Šestdobe, Zgornja Gorica